# Пра сцена
Пра сцена је нејасна представа о сексуалним односима родитеља. Не садржи свесну репрезентацију догађаја већ постоји у облику фантазма и као несвесни процес, нарочито у сновима. Уколико пра сцена садржи елементе насиља може се одразити на касније понашање личности у односима са партнером.